# 赤谷村
赤谷村（あかだにむら）は、かつて新潟県北蒲原郡にあった村。

## 概要
会津街道沿いにあった村。宿場町として栄えた上赤谷は、合併後の1964年（昭和39年）に道路改修が行われるまでは、道の中央に水路があり、柳と桜が交互に植えられた町並みとなっていた。
日鉄赤谷鉱山や日曹の銅鉱山、北越製紙赤谷鉱業所（赤谷炭鉱）が稼働し、東赤谷には日鉄の鉱員社宅が数十棟連なっていた。

## 沿革
- 1889年（明治22年）4月1日 - 町村制施行に伴い北蒲原郡上赤谷村、滝谷村が合併し、赤谷村が発足。
- 1955年（昭和30年）3月31日 - 新発田市に編入され消滅。

## 学校

### 小学校
- 赤谷村立赤谷小学校
  - 滝谷冬季分校
- 赤谷村立飯豊小学校

### 中学校
- 赤谷村立赤谷中学校

## 交通

### 鉄道路線
- 日本国有鉄道
  - 赤谷線
    - 赤谷駅 - 東赤谷駅